# Близорукое избегание потерь
Близорукое избегание потерь — разновидность эффекта избегания потерь в поведенческой экономике. Проявляется в сочетании избегания потерь со склонностью индивида рассматривать «короткий горизонт» событий. Впервые упоминается в контексте фондовых рынков: долгосрочные инвесторы не только более чувствительны к потерям, чем к приобретениям, но даже склонны довольно часто (примерно раз в год) оценивать состояние своего портфеля. Рассматривая годовой горизонт они, вследствие своей близорукости (в рассматриваемом контексте), предпочитают менее рисковые активы, хотя в долгосрочном периоде бо́льшие доходы принесли бы более рисковые активы. При определенных значениях параметра избегания потерь и длительности периода между оценками рассматриваемого явления возможна ситуация, в которой инвестор безразличен между акциями и облигациями, хотя существуют отличия в доходностях.

## Близорукое избегание потерь в финансовом секторе
Лабораторные эксперименты показывают, что чем длиннее оцениваемый период (горизонт принятия решений), тем сильнее предпочитается действие сопряженное с высокими рисками и положительной ожидаемой полезностью. Рассмотрим следующий пример: людям, поделенным случайным образом на две группы, предлагается 9 раз подряд сыграть в лотерею, где с вероятностью {\displaystyle {\frac {2}{3}}} игрок проигрывает свою ставку (размер ставки от нуля до 200 центов) и с вероятностью {\displaystyle {\frac {1}{3}}} получает выигрыш: свою ставку умноженную на 2,5. Первая группа игроков должна делать ставки каждый раз перед розыгрышем одной из 9 лотерей. Вторая группа делает ставку на 3 розыгрыша сразу, то есть они сыграют всего 3 раза. В результате оказывается, что в среднем ставки игроков из второй группы больше, чем ставки игроков из первой, то есть они более склонны к риску в лотерее с положительным выигрышем.
Более того на данную тему был проведен и полевой эксперимент. Профессиональным трейдерам было предложено принять участия в бета-тестировании новой трейдинговой платформы. Они были случайным образом разделены на две группы: первой информация по ценам активов поступала каждую секунду, второй — каждые четыре часа. В результате проведения эксперимента выяснилось, что инвесторы из второй группы, получающие информацию реже, инвестируют в рисковые активы на 33 % больше, получая прибыль на 53 % больше, по сравнению с трейдерами, получающими данные ежесекундно.

## Близорукое избегание потерь в иных областях
Исследования близорукости экономических индивидов не ограничивается лишь изучением финансового сектора. Так, например, выявлено, что семейные фирмы и корпорации более склонны к инвестированию в НИОКР, чем их не семейные конкуренты. Это верно, при условии, что у семейных фирм в приоритете находятся долгосрочные цели и благосостояние будущих периодов: это характерная особенность фирм с семейным управлением, потому что в этом случае руководители стремятся сохранить и передать предприятие с хорошими финансовыми показателями по наследству. Удлинение горизонта принятия решений делает семейные фирмы менее подверженными близорукому избеганию потерь и более склонными к риску. Кроме того, семейные фирмы демонстрируют более гетерогенное поведение из-за стремления к межпоколенному контролю. Если результаты в текущем периоде ниже ожидаемых, готовность к риску для улучшения долгосрочных показателей (вне зависимости от того, какие на данный момент фирма ставит себе цели: кратко- или долгосрочные) снижает гетерогенность инвестиций в НИОКР, относительно фирм не находящихся под семейным управлением.